# XLink
XLink è un linguaggio XML di markup usato per creare collegamenti ipertestuali nei documenti XML. Xlink è una specifica W3C che delinea metodi per creare collegamenti (link) tra risorse in documenti XML, sia interne che esterne al documento.

## Specifica XLink
La versione corrente di XLink è la 1.0 e ha ricevuto la certificazione W3C il 27 giugno 2001.

## Collegamento con XLink
XLink definisce un insieme di attributi che possono essere aggiunti agli elementi di altri spazi dei nomi XML. XLink fornisce due tipi di collegamenti ipertestuali da utilizzare nei documenti XML. I collegamenti semplici collegano solo due risorse, simili ai collegamenti HTML. I collegamenti estesi possono collegare un numero arbitrario di risorse.

### Link semplici
Un link semplice crea un collegamento ipertestuale unidirezionale da un elemento a un altro tramite un URI. Esempio:
```
<? xml version = "1.0"?>
 
<document
 
xmlns =
 
"http://example.org/xmlns/2002/document"
 
xmlns:
 
xlink =
 
"http://www.w3.org/1999/xlink"
 
>
 
< voce
 
id =
 
"someHeading"
 
>
 
qualche
 
documento
 
</ heading>
 
<para>
 
Ecco
 
<anchor
 
xlink:
 
type =
 
"semplice"
 
xlink:
 
href =
 
"#someHeading"
 
>
 
un
 
link
 
</ anchor>
 
all'intestazione.
 
</para>
 
<para>
 
È
 
un'ancora
 
che
 
punta
 
all'elemento
 
con
 
l'id
 
"someHeading"
 
nella
 
pagina
 
corrente.
 
</para>
 
</document>

```

### Link estesi
I link estesi consentono a più risorse, remote o locali, di essere collegate da più archi. Un arco ("arc") è un'informazione sull'origine, la destinazione e il comportamento di un collegamento tra due risorse. Le risorse di origine e destinazione sono definite da etichette. Utilizzando uno o più archi, un collegamento esteso può ottenere set specifici di connessioni tra più risorse.
Ad esempio se a tutte le risorse in un collegamento esteso fosse assegnata l'etichetta A, un arco all'interno di quel collegamento che dichiara formerebbe connessioni tra tutte le risorse: from="A", to="A"
I collegamenti estesi non devono essere contenuti nello stesso documento degli elementi a cui si collegano. Ciò rende possibile associare metadati o altre informazioni supplementari alle risorse senza modificare tali risorse.
XLink supporta anche informazioni più ricche sui tipi di collegamento e sui ruoli di ciascuna risorsa in un arco.

## Supporto per XLink

### All'interno di altre specifiche

#### SVG
I collegamenti ipertestuali in Scalable Vector Graphics possono essere definiti come XLink semplici. La bozza di lavoro di SVG 1.2 propone di utilizzare anche XLink estesi. Nella specifica SVG 2, XLink è stato deprecato a favore di attributi equivalenti senza spazi dei nomi.

#### RDDL
Il Resource Directory Description Language, un'estensione di XHTML Basic utilizzata per descrivere gli spazi dei nomi XML, utilizza XLink semplici.

#### XBRL
L'eXtensible Business Reporting Language ha utilizzato XLink semplici ed estesi sin dalla pubblicazione della specifica XBRL 2.0 nel 2001.  La maggior parte delle tassonomie XBRL di grandi dimensioni contiene basi di collegamento estese. A partire dal 2009 XBRL è probabilmente l'uso più esteso di XLink nei sistemi di produzione.

#### METS
Il Metadata Encoding and Transmission Standard, supportato e gestito dalla Library of Congress per descrivere le aggregazioni di file, utilizza XLink semplici per indicare le posizioni dei file e basi di collegamento che descrivono le relazioni tra file esterni (sebbene questi limitino toe gli fromattributi siano di tipo IDREF invece di NMTOKEN).

#### GML
Geography Markup Language utilizza XLink semplici per implementare i riferimenti. In particolare GML utilizza xlink: href per supportare un modello grafico per le informazioni geospaziali. Il modello grafico di GML è essenzialmente lo stesso di RDF, su cui erano basate le prime versioni di GML. La specifica GML vincola la semantica di XLink in modo che sia essenzialmente la stessa di rdf: resource (dalla sintassi RDF/XML) cioè il referente può essere logicamente messo in linea e i dati sono ancora validi.

### Implementazioni

#### Mozilla Firefox
Mozilla Firefox ha supportato XLink semplici dalla versione 1.5, ma solo per i documenti SVG e MathML. Non è supportato in altri documenti XML. Solo xlink:href, xlink:show, xlink:targete xlink:titlesono supportati gli attributi.

#### Prince
Prince (precedentemente Prince XML) è un programma per computer che converte documenti XML e HTML in file PDF applicando i Cascading Style Sheets (CSS). Prince è un prodotto commerciale che può essere scaricato e utilizzato gratuitamente per scopi non commerciali. Prince supporta XLink semplici.

## Attributi e valori
| Attributo     | Valore                                          | Descrizione |
| ------------- | ----------------------------------------------- | --- |
| xlink:actuate | onLoad onRequest other none                     | Definisce quando la risorsa collegata viene letta e visualizzata: - onLoad - la risorsa deve essere caricata e visualizzata quando viene caricato il documento - onRequest - la risorsa non viene letta o visualizzata prima che venga fatto clic sul collegamento |
| xlink:href    | URL                                             | Specifica l'URL a cui collegarsi |
| xlink:show    | embed new replace other none                    | Specifica dove aprire il collegamento. L'impostazione predefinita è "replace" |
| xlink:type    | simple extended locator arc resource title none | Specifica il tipo di collegamento |

## XPointer e XLink
XPointer è un sistema per indirizzare i componenti dei media Internet basati su XML. È suddiviso in quattro specifiche: un " framework " che costituisce la base per identificare i frammenti XML, uno schema di indirizzamento degli elementi posizionali, uno schema per gli spazi dei nomi e uno schema per l'indirizzamento basato su XPath. XPointer Framework è una raccomandazione del W3C dal marzo 2003.

In questo esempio sono stati usati XPointer e XLink per puntare a una parte specifica di un altro documento. Il seguente documento XML è quello a cui si collega il documento XML successivo:
```
<?xml version="1.0" encoding="UTF-8"?>

<dogbreeds>

<dog
 
breed=
"Rottweiler"
 
id=
"Rottweiler"
>

  
<picture
 
url=
"https://dog.com/rottweiler.gif"
 
/>

  
<history>
Gli
 
antenati
 
del
 
Rottweiler
 
erano
 
probabilmente
 
romani
</history>

  
<temperament>
Sicuro,
 
audace,
 
vigile
 
e
 
imponente,
 
il
 
Rottweiler

  
è
 
una
 
scelta
 
popolare
 
per
 
la
 
sua
 
capacità
 
di
 
proteggere
 
...
</temperament>

</dog>

<dog
 
breed=
"FCRetriever"
 
id=
"FCRetriever"
>

  
<picture
 
url=
"https://dog.com/fcretriever.gif"
 
/>

  
<history>
Uno
 
dei
 
primi
 
usi
 
del
 
recupero
 
dei
 
cani
 
era
 
quello
 
di

  
aiutare
 
i
 
pescatori
 
a
 
recuperare
 
i
 
pesci
 
dall'acqua
 
...
</history>

  
<temperament>
Il
 
cane
 
da
 
riporto
 
piatto
 
è
 
un
 
dolce,
 
esuberante,

  
cane
 
vivace
 
che
 
ama
 
giocare
 
e
 
recuperare
 
....
</temperament>

</dog>

</dogbreeds>

```

Il seguente documento XML contiene collegamenti a ulteriori informazioni sulla razza per ciascuno dei cani, collegandosi al documento di cui sopra:
```
<?xml version="1.0" encoding="UTF-8"?>

<mydogs
 
xmlns:xlink=
"http://www.w3.org/1999/xlink"
>

<mydog>

  
<description>

Anton
 
è
 
il
 
mio
 
cane
 
preferito.
 
Ha
 
vinto
 
molti
 
.....

  
</description>

  
<fact
 
xlink:type=
"simple"
 
xlink:href=
"https://dog.com/dogbreeds.xml#Rottweiler"
>

Fatto
 
su
 
Rottweiler

  
</fact>

</mydog>

<mydog>

  
<description>

Plutone
 
è
 
il
 
cane
 
più
 
dolce
 
della
 
terra
 
...
  
</description>

  
<fact
 
xlink:type=
"simple"
 
xlink:href=
"https://dog.com/dogbreeds.xml#FCRetriever"
>

Fatto
 
su
 
Retriever
 
con
 
rivestimento
 
piatto

  
</fact>

</mydog>

</mydogs>

```